# 平戸口運輸
平戸口運輸株式会社（ひらどぐちうんゆ）は、長崎県平戸市に本社のあった野母商船グループの海運会社である。主に平戸島と九州本土を連絡する定期航路を運航していた。

## 概要
1920年（大正9年）に田平運輸株式会社として設立され、当時の長崎県田平町と平戸町を連絡する発動機船による定期航路を開設した。翌1921年（大正10年）には先行して運航を行っていた平戸運送株式会社と合併、1935年（昭和10年）には伊万里線平戸口駅（現在の松浦鉄道たびら平戸口駅）の開業に合わせ、社名を平戸口運輸株式会社と改めた。
戦時中に松浦線が全通し、戦後の1949年（昭和24年）6月には国鉄との連絡運輸も開始された。また、田平 - 平戸航路の他、平戸島内や度島の沿岸航路も運航していたが、島内道路の整備によって沿岸航路は次第に衰退し、1975年（昭和50年）までに廃止されている。
田平 - 平戸航路では、1955年（昭和30年）に戦後初の鋼製客船「第八平戸口丸」が就航し、1961年（昭和36年）12月には自動車航送（フェリー）の営業を開始した。当初は木造船の改造であったが、1965年（昭和40年）には新造フェリー「うずしお丸」「あさしお丸」が相次いで就航し、近代化が進められた。
一方、1955年には九十九島と平戸が西海国立公園に指定され、一帯の観光開発の一環として、同年3月、平戸 - 鹿子前航路を開設し、「コバルトライン」の愛称が与えられた。当初は在来客船が就航、2時間40分という所要時間が課題とされ、1964年（昭和39年）4月から1967年（昭和42年）1月まで小型水中翼船「はやぶさ」が投入されたのち、1969年（昭和44年）にフェリー「ひらど」の就航で所要時間を1時間30分とした。さらに1977年（昭和52年）にはFRP製高速船が導入され、フェリーと高速船（所要1時間）の体制となった。
1972年（昭和47年）から工事が進められてきた平戸大橋が1977年4月4日に開通し、平戸島と九州本土が陸路で連絡されると、主力の田平 - 平戸航路への影響は避けられず、平戸口運輸は全航路を新会社の株式会社徳信に譲渡し、航路の運営からは撤退した。その後船舶も徳信に譲渡したが、法人としてはしばらく存続し、2011年（平成23年）10月31日に解散、翌2012年（平成24年）4月に清算結了となった。

## 株式会社徳信
平戸大橋の開通を控え、平戸口運輸による航路運営が困難になると予想されたことから、1974年（昭和49年）10月26日に設立され、1977年、平戸大橋の開通と同時に平戸口運輸の航路を継承した。
高速船とフェリーによる平戸 - 鹿子前航路の運営に注力するとともに、田平 - 平戸航路についても、対岸交通の需要もあって減便の上で運航を継続したが、架橋前の1976年（昭和51年）には年間240万人を超えていた田平港の乗降客数は、架橋後の1978年（昭和53年）には42万人程度となり、これは長崎県全体の船舶乗降客数の三割という激烈な減少であった。以後は船舶の小型化、減便が進められたが、1984年（昭和59年）には休航となった。この間、1977年5月20日には国鉄との連絡運輸を廃止し、翌1978年3月1日連絡運輸契約解除となった。休航後、1984年6月から遣唐使船株式会社による旅客船航路が運航されたが、1985年12月に休航となり、その後廃止された。
平戸 - 鹿子前航路「コバルトライン」は西海国立公園の縦断観光コースとして、年間20万人を超える利用があったが、1980年代に入ると、鹿子前 - 西海橋 - 佐世保航路を運航していた西肥観光汽船が事業廃止となるなど、次第に陰りが見え始めていた。
1983年、大村湾岸の西彼町に長崎オランダ村が開園し、安田産業汽船が佐世保航路を開設した後、1988年（昭和63年）6月1日、徳信は平戸 - オランダ村航路を開設し、大型双胴高速船「コバルトクイーン」を投入する。同時に鹿子前航路のフェリー便は廃止され、コバルトラインは鹿子前航路とオランダ村航路の2航路の高速船航路となった。その後オランダ村から時津への延航、ハウステンボス開業に伴い、オランダ村から航路の付け替え等、1990年代には他社の参入も含めて航路が目まぐるしく変化したが、1997年（平成9年）には双胴高速船の1隻が小型船舶の高速船で代替されるなど、縮小へと向かった。
1955年以来の定期航路「コバルトライン」は、2000年（平成12年）4月1日、平戸 - 鹿子前 - ハウステンボスの航路を最後に休航となった。その後もしばらく不定期航路としての営業は続けられたほか、会社としては遊技場の経営等を行っていたが、2010年（平成22年）11月25日に会社解散、翌2011年3月に清算結了となった。

## 航路
- 田平 - 平戸

3.5km。平戸島と九州本土を連絡する主力航路として、架橋前のピーク時には一日フェリー48往復が運航され、年間200万人以上の利用者があった。
1961年にカーフェリー、1970年には大型両頭船が就航した。
1966年までは御厩にも寄港していたが、港湾整備に伴い、平戸港に集約されている。
1955年 - 一日30往復
1959年 - 一日28往復
1962年 - 一日29往復
1966年 - 一日31往復・他に貨物便2往復
1967年 - 一日33往復・他に貨物便2往復
1968年 - 一日36往復・他に貨物便9往復
1969年 - 一日38往復・他に貨物便13往復
1971年 - 一日46往復・他に貨物便13往復
1976年 - 一日48往復
平戸大橋開通後は徳信による運航となり、便数が半減した。
1977年 - 一日24往復
1983年 - 一日16往復
1984年にフェリー航路は廃止され、同年6月1日から遣唐使船による旅客船航路となった。
1984年 - 一日8往復
1985年12月1日休航、のち廃止
- 平戸 - 百合堀[17]

48.0km、1955年3月開設、一日1往復
「コバルトライン」の原形。
- 平戸 - 鹿町 - 鹿子前[21]

50.3km
1964 - 1967年水中翼船就航。
1969 - 1988年フェリー就航。
1972年以降高速船就航。
1977年、徳信移行時に鹿町寄港廃止。
- 平戸 - 長崎オランダ村

1988年6月1日開設。一日2往復。
- 平戸 - 鹿子前 - 長崎オランダ村 - 時津
- 平戸 - 鹿子前 - ハウステンボス - 長崎オランダ村

ハウステンボスの開園以降、全盛期の航路。
最終的には下記の航路となっていた。
- 平戸 - 鹿子前 - ハウステンボス

2000年4月1日休航。その後は不定期航路として運航。
- 平戸 - 幸浦 - 田助 - 田平

7.3浬、一日7往復
平戸島北東部の沿岸航路。1959年には田平寄港廃止、一日6往復となった後、1960年代に廃止。
- 平戸 - 田助 - 飯盛 - 本村

13.5km、一日1往復
平戸島沿岸と度島を連絡する沿岸航路。1966年田助抜港、1972年頃までは運航、1976年には廃止。
- 宝亀 - 川内 - 田平 - 平戸

23.0km、平戸島中部東海岸と平戸・田平を連絡する沿岸航路。
一日2 - 4往復を1972年頃まで運航、1976年には廃止。
- 川内 - 相浦[25]

35km、一日1往復
1971年2月10日、個人事業主より航路譲受。1977年4月5日休航、のち廃止。

## 船舶
航路については便宜上の分類であり、特に旅客船については常態的に他航路と兼用されていた点に留意されたい。

### 田平 - 平戸航路（田平運輸→平戸口運輸→徳信）
- 平戸口丸[34]

1930年11月進水、39総トン、登録長15.7m、型幅3.2m、型深さ1.3m、焼玉機関、木造。
- 平丸[35]

1931年3月進水、26総トン、登録長13.1m、型幅3.2m、型深さ1.2m、焼玉機関、木造。
1937年2月9日独航機能撤去により船舶登録抹消。
- 第二平丸[35][34]

1932年1月進水、22→25総トン、登録長12.8→14.1m、型幅2.7m、型深さ1.0m、焼玉機関、鋼製。
- 第参平丸[35]

1933年4月進水、26→30総トン、登録長12.8→14.2m、型幅3.0m、型深さ1.2m、焼玉機関、鋼製。
1937年11月6日船体延長（登録日）
- 第五たひら丸[35][38]

1934年9月進水、40→48総トン、登録長20.0→22.1m、型幅3.8m、型深さ1.7m、焼玉機関、鋼製。
1941年には野母商船に移籍。
- 第二平戸口丸[40][41]

1937年4月進水、中田造船所建造、鋼製。
59.25→58.03総トン、登録長18.3→22.27m、型幅4.57m、型深さ1.68m、焼玉機関、機関出力70ps、航海速力7ノット、旅客定員150→182名。
- 平戸口丸[43]

17総トン。
- 第三平戸口丸[17]

1938年12月進水、木造。
81.71総トン、焼玉機関、機関出力120ps、航海速力7ノット、旅客定員196名。
- 第一平戸口丸[18][41]

1942年4月進水、宮地万蔵建造、木造。
50.02→49.85総トン、登録長16.20m、型幅4.28m、型深さ1.55m、焼玉機関、機関出力50ps、航海速力6ノット、旅客定員130→106名。
- 第三平戸口丸[41]

1949年3月進水、田助造船所建造、木造。
77.50総トン、焼玉機関、機関出力120ps、航海速力7.5ノット、旅客定員310名、小型トラック4台。
当初は貨客船、のちに車両甲板を持つフェリーに改造され、初のカーフェリーとなった。
新造船「うずしお丸」「あさしお丸」就航後は貨物フェリーとして使用された。
- 第六平戸口丸[17]

1952年4月進水、木造。
16.33総トン、焼玉機関、機関出力25ps、航海速力6.5ノット、旅客定員26名。
- 第八平戸口丸[44]

1955年2月15日進水、松浦鉄工造船所建造、鋼製。
141.83総トン、垂線間長22.80m、型幅6.00m、型深さ2.30m、ディーゼル1基、機関出力220HP、航海速力10.0ノット、旅客定員416名。
1962年には野母商船に移籍。
- むらさき丸[18][45]

1959年5月進水、木造。
16.61→34.36総トン、ディーゼル、機関出力45→60ps、航海速力8ノット、旅客定員70名。
- 第十八平戸口丸[46]

1960年9月3日竣工、松浦鉄工造船所建造。国内旅客船公団共有。
88.43総トン、垂線間長22.00m、型幅5.40m、型深さ2.30m、ディーゼル1基、機関出力210HP、航海速力9.8ノット、旅客定員251名。
フェリー化後は主に平戸 - 鹿子前航路で使用された。
- うずしお丸（初代）[48]

1965年2月竣工、博多船渠建造、船舶整備公団共有、カーフェリー。
150.93総トン、登録長25.50m、型幅7.50m、型深さ2.50m、ディーゼル1基、機関出力300ps、航海速力9.50ノット、旅客定員500名、大型バス2台・中型バス2台。
引退後、大石海運に売船、貨物フェリー「第二フェリー美咲」に改造。
- あさしお丸[49]

1965年12月竣工、博多船渠建造、船舶整備公団共有、カーフェリー。
151.77総トン、全長28.56m、型幅7.50m、型深さ2.50m、ディーゼル1基、機関出力350ps、航海速力10ノット、旅客定員500名、大型バス2台・大型乗用車2台。
引退後、伊良部海運に売船。
- 阿翁丸[24]→フェリーたびら

1968年2月進水、木村造船建造、船舶整備公団共有、カーフェリー。もと鷹島商船。
81.68総トン、ディーゼル、機関出力200ps、航海速力10ノット、旅客定員80名。
大型船が売船された航路晩年は主船を務めた。
- フェリーぶるっふ[50]

1970年7月竣工、松浦鉄工造船所建造、船舶整備公団共有。カーフェリー、両頭船。
259.96総トン、登録長35.00m、型幅8.90m、型深さ3.00m、ディーゼル2基4軸、機関出力600ps、航海速力10.39ノット、旅客定員350名、バス6台または乗用車36台。
1982年日本船舶明細書より削除
- フェリーぽんて[52]

1972年6月竣工、松浦鉄工造船所建造、船舶整備公団共有。カーフェリー、両頭船。
278.10総トン、登録長36.76m、型幅8.90m、型深さ3.10m、ディーゼル2基4軸、機関出力740ps、航海速力10.439ノット、旅客定員350名、大型バス6台。
1982年日本船舶明細書より削除

### 平戸 - 鹿子前航路（平戸口運輸→徳信）

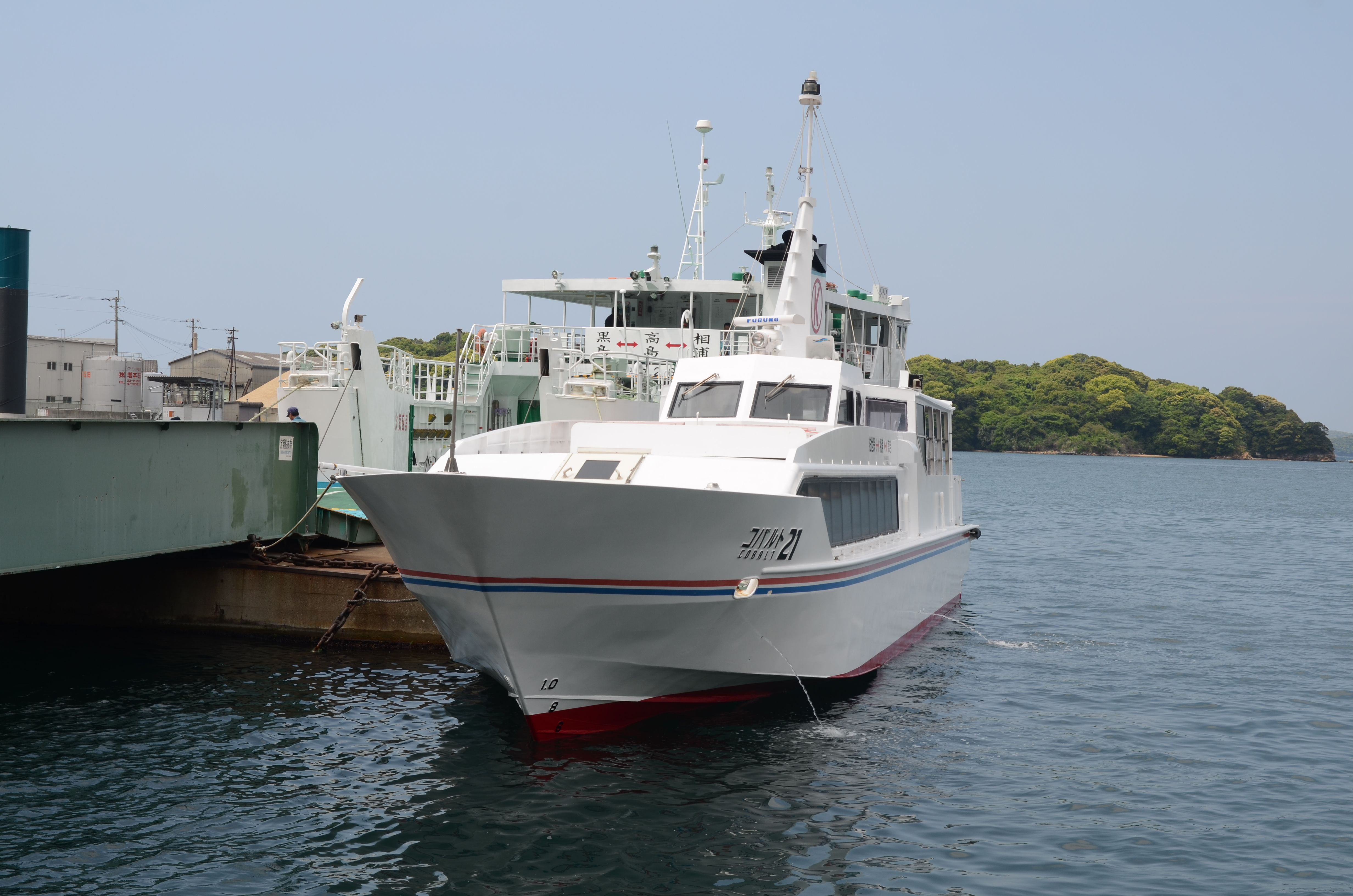
コバルト21（津吉商船移籍後・2013年）

- すみれ丸[18]

1948年12月進水、木造。
15.57総トン、ディーゼル、機関出力60ps、航海速力8ノット、旅客定員23名。
航路開設時に就航。
- はやぶさ[53]

1963年4月進水、1964年5月6日、平戸 - 鹿子前航路に就航。新明和工業建造、軽合金製、水中翼船SF30B。
4.60総トン、ガソリンエンジン、機関出力280ps、航海速力30ノット、旅客定員20名。
平戸 - 鹿子前航路高速化の尖兵として投入された。
- ひらど[55]

1969年7月竣工、向井造船所建造、船舶整備公団共有、カーフェリー。
180.90総トン、登録長33.08m、型幅6.40m、型深さ2.70m、ディーゼル2基、機関出力800ps、航海速力13.00ノット、旅客定員279名、乗用車4台。
1969年の長崎国体における昭和天皇・皇后の行幸啓に際し建造され「お召船」として使用、その後平戸 - 鹿子前航路に投入された。
後部にサイドランプを持つフェリーであるが、車両積載能力は限られ、外観は客船に近かった。
1988年に「コバルトクイーン」就航に伴い、定期航路から引退。
- コバルト1号[58]

1977年2月竣工、東栄造船建造、船舶整備公団共有。FRP製、高速船。
81.99総トン、登録長22.22m、型幅4.81m、型深さ2.47m、ディーゼル1基、機関出力1,125ps、航海速力23.53ノット、旅客定員95名。
平戸 - 鹿子前航路の高速船第一船。「コバルトクイーン」就航後、長崎汽船に移籍。
- コバルト2号[28]

1977年3月進水、東栄造船建造、船舶整備公団共有。FRP製、高速船。
82.11総トン、ディーゼル、機関出力1,125ps、航海速力23.40ノット、、旅客定員95名。
平戸 - 鹿子前航路の高速船第二船。「コバルトクイーン」就航後、長崎汽船に移籍。
- 第七長水丸[29]

1961年11月進水、野母商船より用船、もと南国交通。
207.58総トン、ディーゼル、機関出力800ps、航海速力13.31ノット、旅客定員404名。
予備船としてドック時、団体貸切等で使用。
- コバルトクイーン1号[59]

1988年5月竣工、三保造船所建造、船舶整備公団共有。軽合金製、双胴高速船。
179総トン、全長33.25m、型幅8.00m、型深さ2.90m、ディーゼル2基、機関出力3,600ps、航海速力28ノット、旅客定員268名。
長崎オランダ村航路開設にあたり導入。のちに長崎汽船に移籍。
- コバルトクイーン2号[60]

1988年7月竣工、三保造船所建造、船舶整備公団共有。軽合金製、双胴高速船。
180総トン、全長33.25m、型幅8.00m、型深さ2.95m、ディーゼル2基、機関出力3,600ps、航海速力29ノット、旅客定員268名。
長崎オランダ村航路開設にあたり導入。のちに長崎汽船に移籍。
- コバルト21[61]

1997年8月進水、江藤造船所建造。軽合金製、高速船。
19.00総トン、ディーゼル1基、機関出力1,820ps、航海速力30ノット、旅客定員90名。
徳信として最後の新造船となった。2000年4月、航路不定期化に伴い津吉商船に移籍。
- ひるぎ7号[62]

1990年2月進水、強力造船所建造。もと八重山観光フェリー、高速船。
19総トン、航海速力28ノット、旅客定員55名。

### その他の船舶
平戸・度島の沿岸航路、不定期航路、貸船等。
- 川内丸[17]

1950年3月進水、木造。
16.38総トン、焼玉機関、機関出力40ps、航海速力6.5ノット、旅客定員39名。
- ふじ丸[63]

1952年10月進水、木造。
34.00総トン、焼玉機関、機関出力85ps、航海速力8ノット、旅客定員61名。
- まつかぜ[22]

1966年4月進水、鋼製。
16.07総トン、ディーゼル、機関出力45ps、航海速力8.5ノット、旅客定員48名。
- かくほう[22]

1964年7月進水、グラスボート、個人船主所有（用船）。
19.46総トン、ディーゼル、機関出力45ps、航海速力7ノット、旅客定員32名。
主に平戸港周辺の不定期周遊航路で使用された。
- 伊勢丸[25]

1959年11月進水、1971年2月10日、個人事業主より航路とも譲受。
14.69総トン、ディーゼル、機関出力30ps、航海速力8ノット、旅客定員16名。
川内 - 相浦航路に就航。
- あさかぜ[31]

1963年11月進水、野母商船より用船、のち移籍。
123.28総トン、ディーゼル、機関出力250ps、航海速力10.0ノット、旅客定員250名。
- なるしお丸[64]

1964年10月竣工、三菱重工業下関造船所建造。もと淡路フェリーボート→三和商船。カーフェリー。
366.41総トン、全長54.31m、型幅9.00m、型深さ3.50m、ディーゼル、機関出力1,100ps、航海速力12.0ノット、旅客定員350名、平均航送台数21.08台。
引退後、大石海運に売船、貨物フェリー「第十一フェリー美咲」に改造。
- うずしお丸（2代）[60]

1964年10月竣工、三菱重工業下関造船所建造。もと淡路フェリーボート→三和商船。カーフェリー。
366.49総トン、全長54.31m、型幅9.00m、型深さ3.50m、ディーゼル、機関出力1,100ps、航海速力12.0ノット、旅客定員350名、平均航送台数21.08台。

### 遣唐使船
- ぐしき[64]

1959年7月竣工、松浦鉄工造船所建造、もと長崎汽船「さちかぜ」。
100総トン、全長33.50m、型幅6.00m、型深さ1.87m、ディーゼル1基、機関出力500ps、航海速力11.5ノット、旅客定員260名。
映画「空海」撮影用に在来客船を遣唐使船に改造、その後観光船として就航した。